# Iserlohn
Iserlohn – miasto w zachodniej części Niemiec, w kraju związkowym Nadrenia Północna-Westfalia, w rejencji Arnsberg, w powiecie Märkischer Kreis, na południowo-wschodnim skraju Zagłębia Ruhry.

## Gospodarka
W mieście rozwinął się przemysł metalowy, maszynowy, elektrotechniczny oraz spożywczy.

## Sport
- FC Borussia Dröschede 1911 e.V. – piłka nożna
- FC Iserlohn 46/49 – piłka nożna
- TuS Iserlohn – wielosekcyjny (koszykówka – TuS Iserlohn Kangaroos, siatkówka kobiet – TuS Iserlohn Panthers)
- Iserlohn Roosters – klub hokejowy

## Ludzie związani z Iserlohn
W Iserlohn mieszkał i pracował lekarz i paleontolog Karl Torley.

## Współpraca
Miejscowości partnerskie:
- Almelo, Holandia
- Auchel, Francja
- Biel/Bienne, Szwajcaria
- Chorzów, Polska
- Glauchau, Saksonia
- Hall in Tirol, Austria
- Laventie, Francja
- Nowoczerkask, Rosja
- Nyíregyháza, Węgry

## Galeria

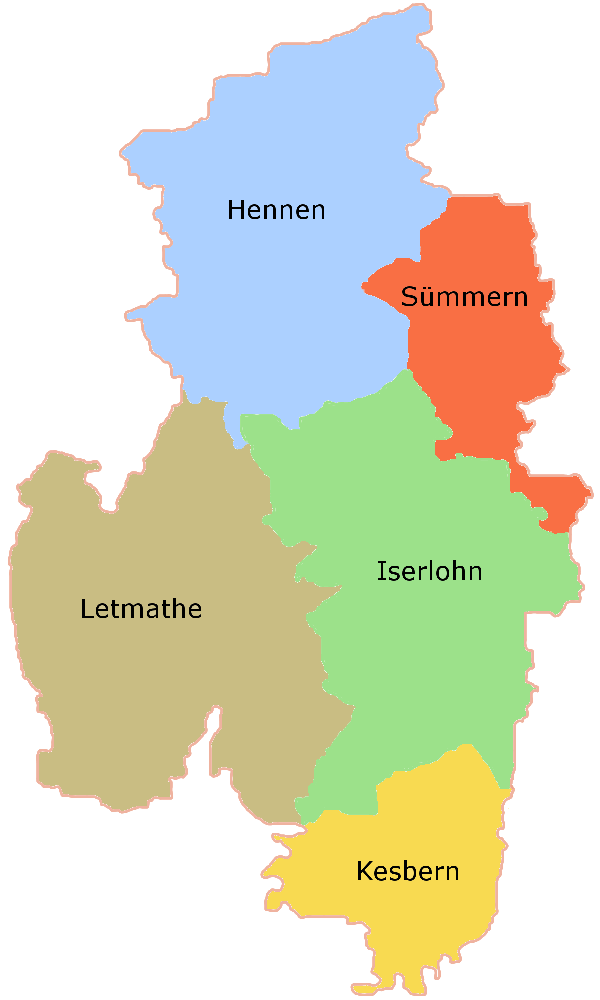
Podział miasta na dzielnice
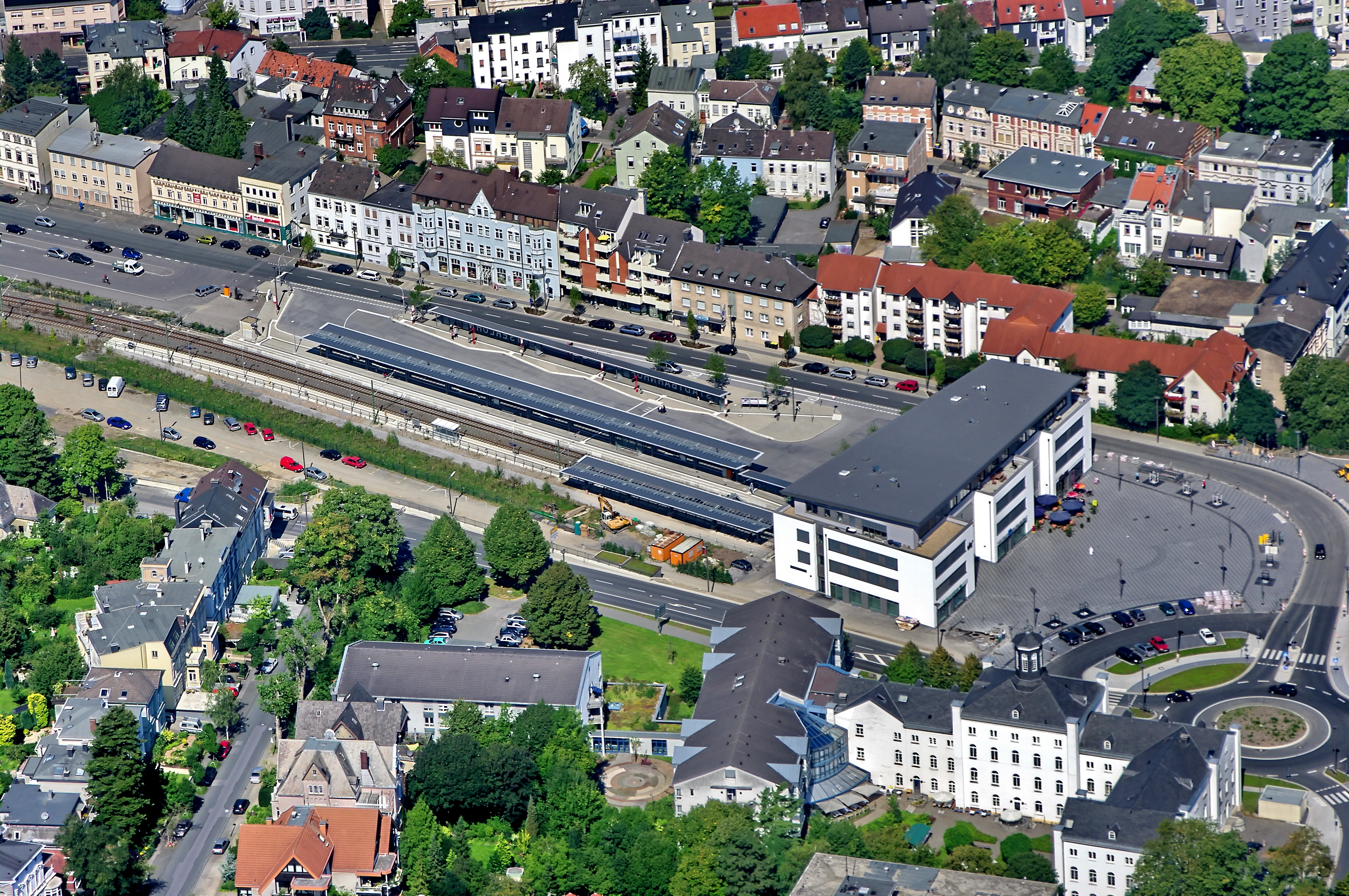
Główny dworzec kolejowy
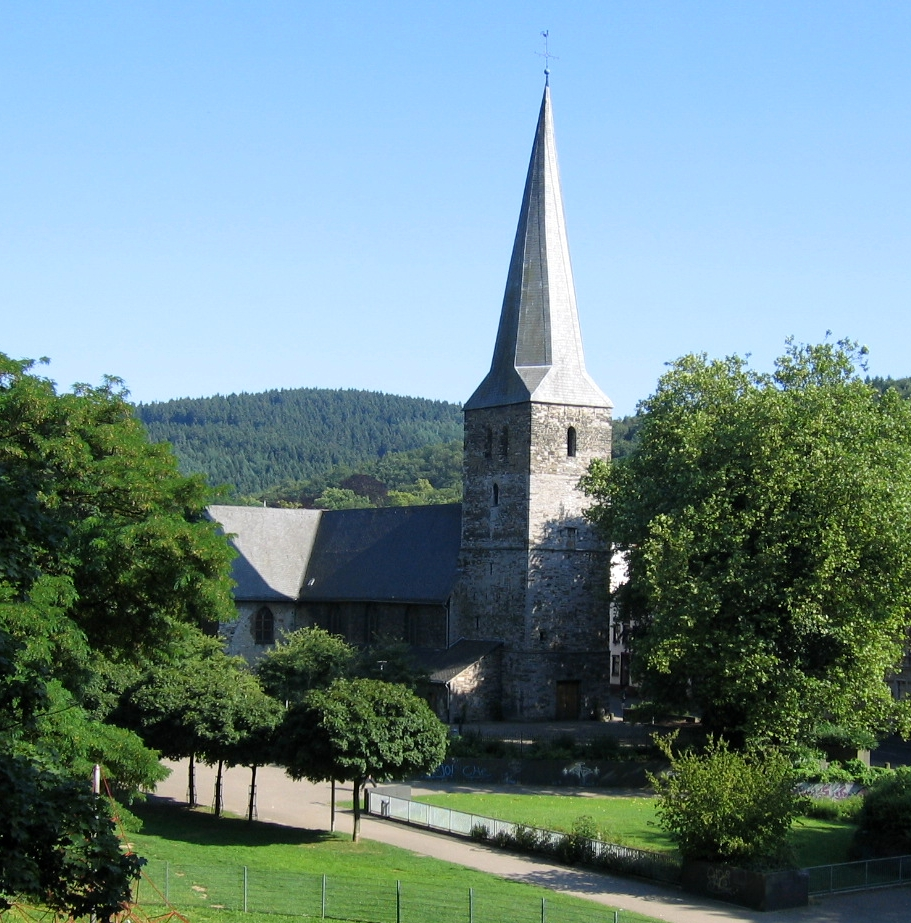
Kościół Bauernkirche w Iserlohn
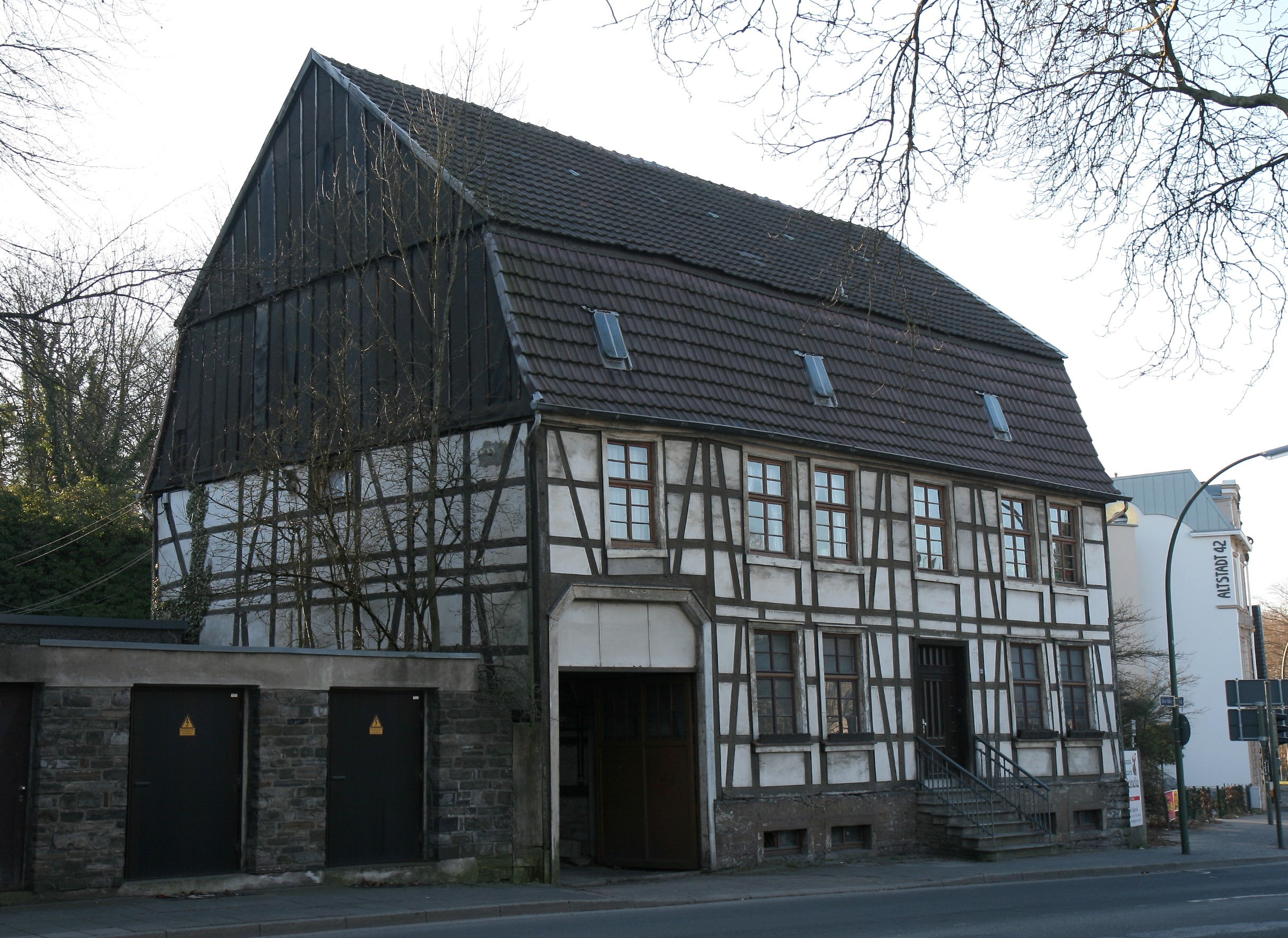
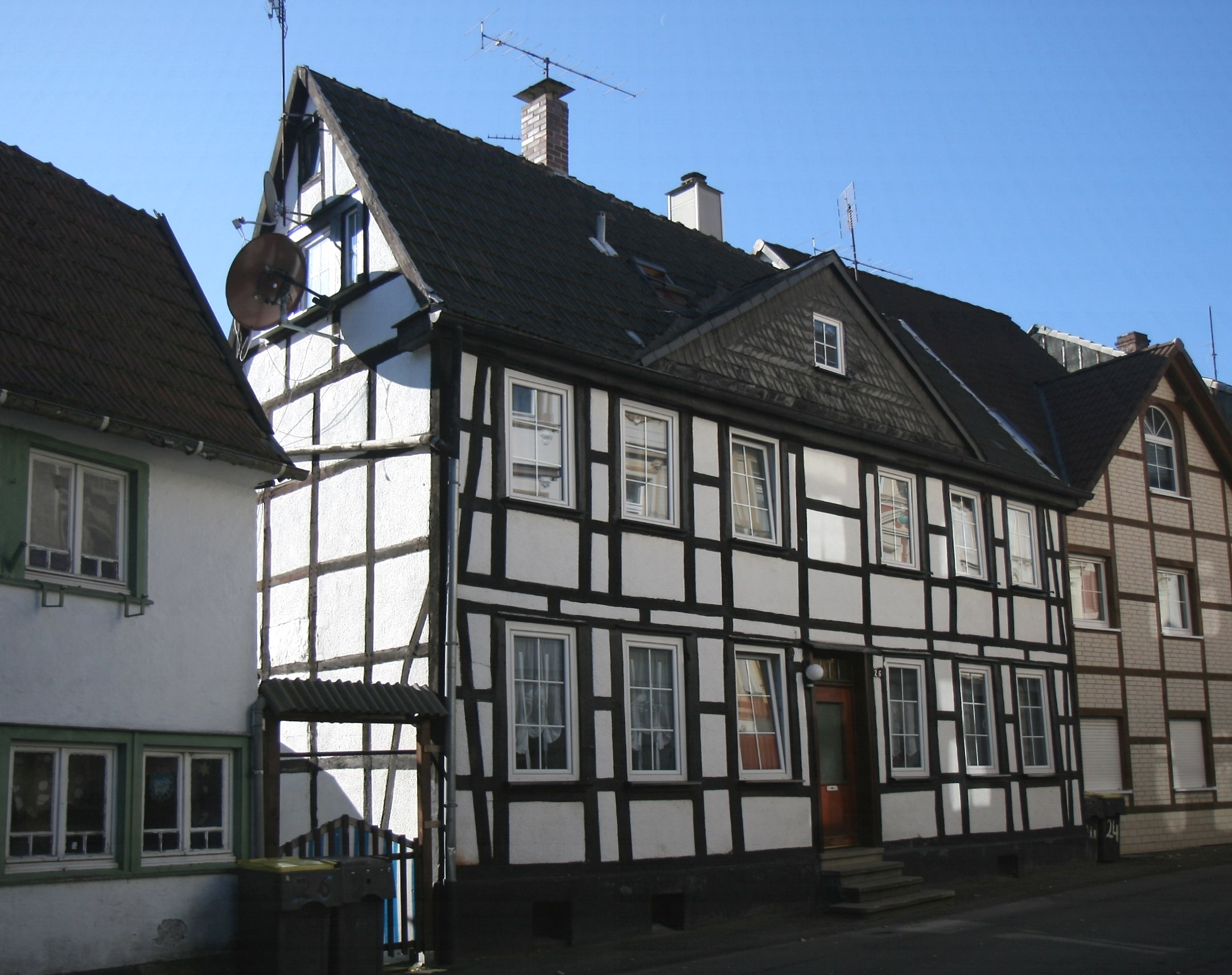
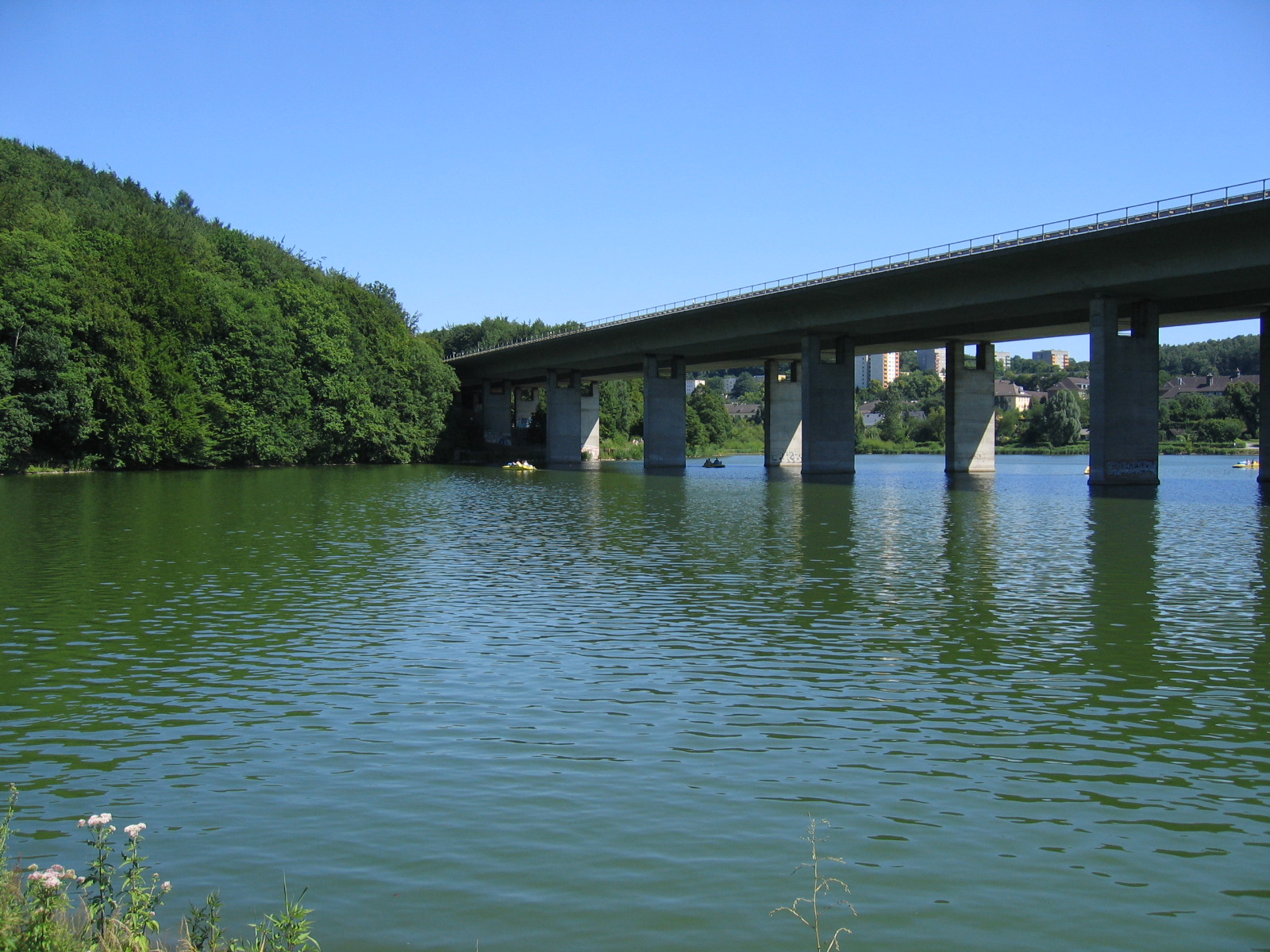
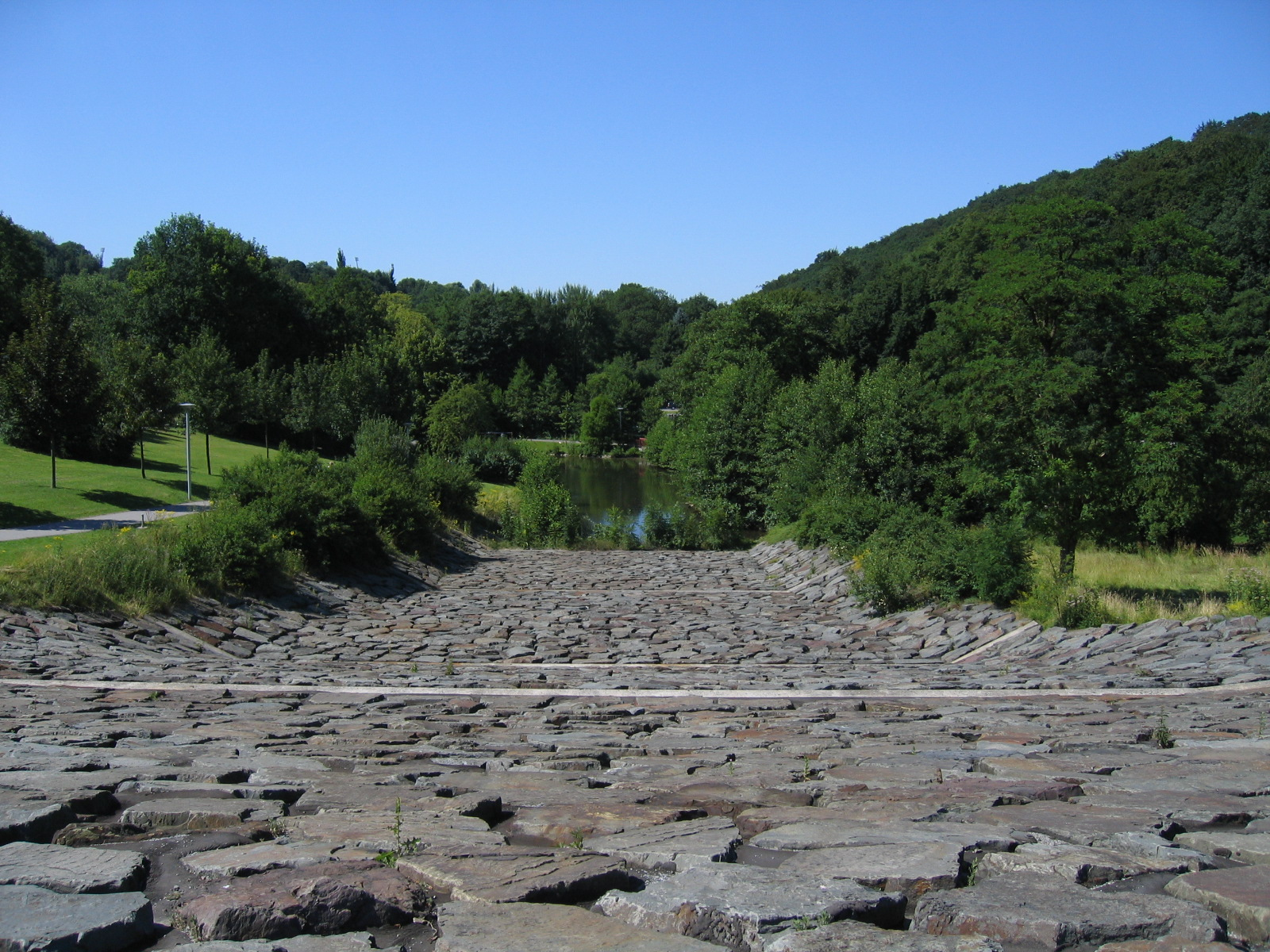